# 烏拉圭空軍571號班機空難
烏拉圭空軍571號航班（西班牙語：Vuelo 571 de la Fuerza Aérea Uruguaya；英語：Uruguayan Air Force Flight 571）是一個使用費爾柴爾德FH-227機型的包機航班，原訂自烏拉圭蒙得維的亞飛往智利聖地亞哥，於1972年10月13日在安第斯山脈發生墜機事故。 事故與後續事件被稱為安地斯空難（英語：Andes flight disaster）或安地斯山脈慘劇（西班牙語：Tragedia de los Andes），以及安地斯奇蹟（西班牙語：Milagro de los Andes；英語：Miracle of the Andes）等。
該航班載有45名乘客和機組人員，其中包括Old Christians Club橄欖球隊的19名成員，以及他們的家人、支持者和朋友等。3名機組人員和9名乘客在事故發生時立即死亡，另有幾人不久後死亡。墜機地點位於阿根廷西部偏遠的安第斯山脈，海拔3,660公尺，位於智利邊境以東。 隨後幾天，搜救飛機多次飛越墜機現場，但未能看到雪中的白色機身。經過約八天搜索後，搜索工作被取消。
在空難發生後的72天裡，倖存者遭遇包括攝氏零度以下的氣溫、暴露、飢餓和雪崩等，共計又有13名乘客死亡。倖存者為生存只能吃死者的身體。倖存者 Nando Parrado 和 Roberto Canessa 於12月12日離開當地試圖向外界求援。他們在事故現場就地取材，自墜機地點爬升839公尺，經過30至60度的斜坡，到達塞萊爾山頂以西4,503公尺的山脊。他們繼續徒步53.9公里，歷時10天進入智利並獲得援助。1972年12月22日至23日，即空難發生兩個半月後，其餘14名倖存者獲救。他們的倖存成為當時全球各地新聞報導的重點之一。
此事件後來被改編為電影《殘酷的生存》（西班牙語：Supervivientes de los Andes - Andes Survivors；英語：Survive!）、《我們要活著回去》（英語：Alive）和《絕地盟約》（西班牙語：La sociedad de la nieve；英語：Society of the Snow）等。

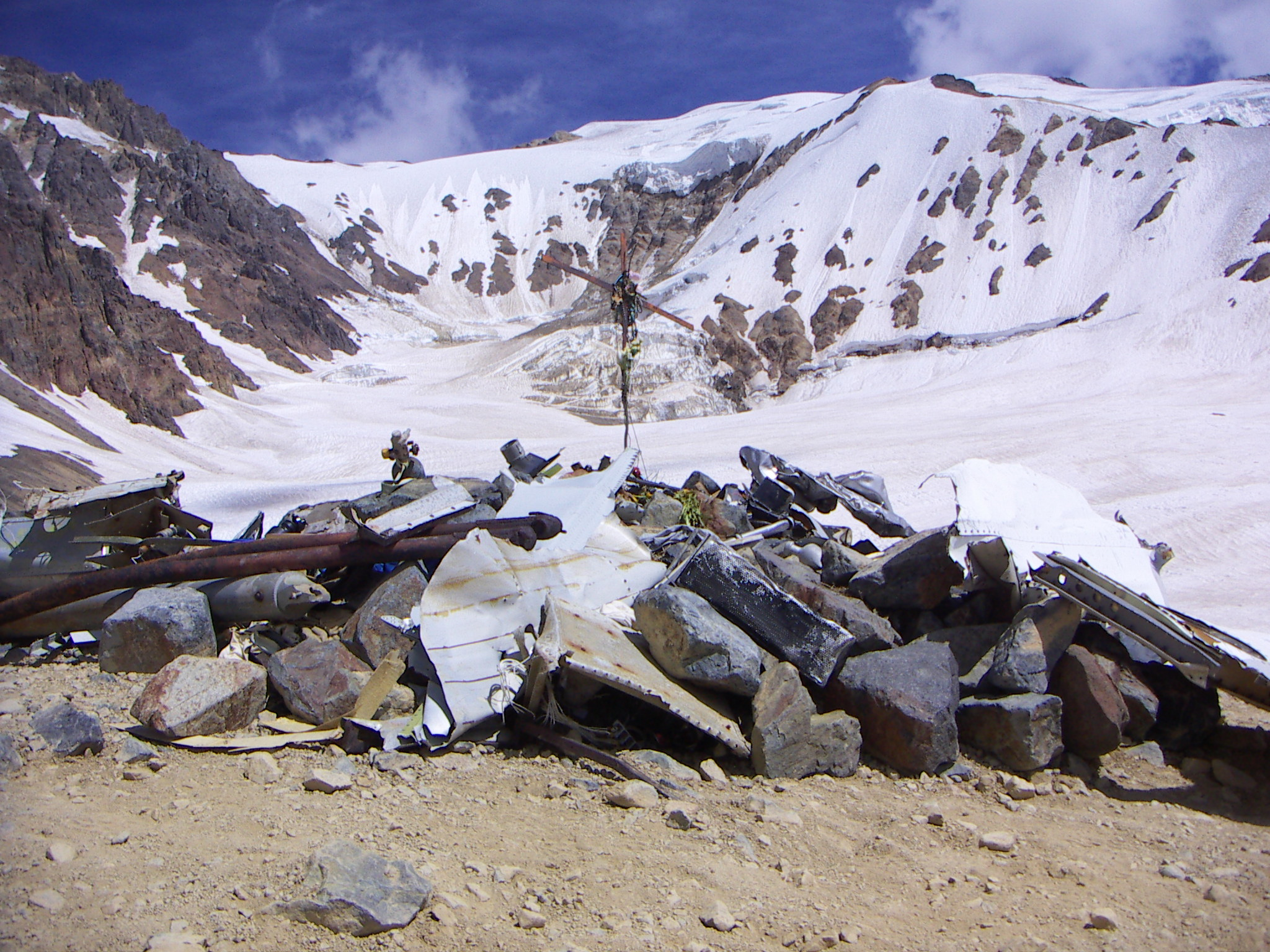
2006年的墜機地點狀況

## 坠机
1972年10月13日，一架乌拉圭空军双涡轮桨仙童FH-227D客机，载着前往智利圣地亚哥参加比赛的旧基督徒橄榄球队从乌拉圭蒙得维的亚出发，飞越安第斯山脉。本次行程从昨天开始，仙童客机从卡拉斯科国际机场起飞，中途遭遇山区的恶劣天气，被迫停在阿根廷门多萨过夜。仙童客机达到9000米的高度上限，不能直接从门多萨起飞，穿越安第斯山脉，前往圣地亚哥，这很大程度上由天气造成。相反，飞行员不得不从门多萨向南飞行，平行于安第斯山脉，然后转西，面对山脉，从低空飞行，越过山川，出现在智利一侧山脉南麓的库里科，最后转北经过库里科在圣地亚哥降落。
10月13日星期五下午航班恢复后，飞机很快飞过山区。飞行员随后通知圣地亚哥的空管员，穿越智利库里科，得到降落的许可。这被证明是个致命的错误。由于这次穿越是在云层的笼罩中进行的，飞行员不得不依赖于推测穿越所需的正常时间（航位推测法）。他们没考虑到强劲的逆风会减慢飞行速度，增加完成穿越所需的时间。西面其实比他们所想的要遠，结果，转向和降落开始得太早，飞机穿过山脉时出现可控飞行撞地。
被云层覆盖还翻山越岭，仙童客机不久后撞上Cerro Sosneado和廷吉里里卡火山之间的一处无名的山峰，该山峰横跨智利和阿根廷边境的偏远山区。飞机被4200米高的山峰擦到，撞断右翼，被巨大的力量往后抛，切断了垂直安定面，机身后部出现大洞。飞机后来撞向第二座山峰，左翼被撞断，留下一个机身在空中飞行。其中一个机翼连接断开的螺旋桨将机身切成片。机身被砸向地面，从陡峭的山坡滑下，最后才在雪堆中停下。出事地点位置为34°45′53.5″S 70°17′06.6″W，位于阿根廷门多萨省马拉圭。

## 伤亡情况
飞机上的45人，有12人在事故中或此后不久罹难，另有五人在翌日早上死亡，一人第八天伤重不治伤亡。其余27人面临着在高海拔冰冻山区幸存的严重困难。许多人在坠机中受伤，有人因为飞机座位堆叠在一起腿被压断。幸存者缺乏适合该地区的寒冷天气服装和鞋类，以及能防止雪盲的登山护目镜（其中一名最终幸存者，24歲的阿道夫·「費托」·施特勞赫，用驾驶舱的遮阳板做了两副太阳镜，防止眼睛受太阳光伤害）。他們沒有醫療用品，弗朗西斯科·尼古拉博士留下倖存的一名一年級醫科學生和二年級醫科學生，從航班的剩餘部分找來材料，製作夾板和繃帶。

## 搜救
三个国家的搜救力量参与失踪飞机的寻找。由于飞机是白色的，融入到雪中在天上看不到。于是，幸存者尝试用从行李中收回的几支口红，在飞机顶写下“SOS”，但一番努力后，他们很明显缺乏写字的唇膏而被迫放弃。最初的搜救于八天后取消。坠机幸存者从飞机上发现了一架小型晶体管收音机，罗伊·哈雷借此首次听到搜救在他们待在山上的第11天取消的消息。皮尔斯·保罗的《生存：安第斯山脈倖存者的故事》（Alive: The Story of the Andes Survivors，基于幸存者采访的文本）描述了这一发现后的时刻：
其他围拢在罗伊身边的人，听到这个消息时，开始抽泣和祈祷，除了帕拉多冷静地爬上在西部升高的山脉。古斯塔沃·尼科里奇从飞机里走出来，看到其他人的面容，就知道他们听到了什么......（尼科里奇）爬过用手提箱和橄榄球衬衫做成的墙的洞，看着转向他的哀怨的脸，喊道：“嘿，孩子们，有个好消息！我们刚用收音机听到，他们已经取消了搜救。”拥挤的飞机陷入一片死寂。由于对笼罩着他们的困境感到绝望，他们都哭了。“凭啥是个好消息？”派斯愤怒地对尼科里奇叫喊。“因为这意味着，”尼科里奇表示，“我们打算靠自己离开这里。”这个男孩的勇气抵住了完全失望的洪水。

## 人吃人求生
幸存者的食物很少：几块巧克力、什锦点心和几瓶红酒。坠机后的几天里，众人将食物分成很少的量，以免把他们微薄的补给用尽。费托还设计一种把雪融成水的办法，他把雪放上金属座位。用阳光把雪融掉后滴入空酒瓶。即便分配很严格，他们的食物还是很快地减少。白雪皑皑的山上不会有天然植物或动物存活。众人作出集体决定，吃死去战友的尸体。这个决定不是轻易做出的，因为大多死难者都是亲密的朋友和同学。

## 时间轴
| 天数 | 日期             | 事件 | 死亡 | 失踪 | 存活 |
| ---- | ---------------- | --- | ---- | ---- | ---- |
| 0    | 10月12日（周四） | 自烏拉圭蒙得維的亞起飞 |      |      | 45   |
| 1    | 10月13日（周五） | 下午2:18自阿根廷門多薩起飞 下午3:34坠毁 失踪： - Gastón Costemalle*（法學生） - Alejio Hounié*（獸醫學生） - Guido Magri*（農學生） - Joaquín Ramírez（空乘人员） - Ramón Martínez（导航员） - Daniel Shaw*（牧場主） - Carlos Valeta（預科生） 当场死亡： - Colonel Julio César Ferradas（驾驶员） - Dr. Francisco Nicola（球隊醫師） - Esther Horta Pérez de Nicola（球隊醫師的妻子） - Eugenia Dolgay Diedug de Parrado（Fernando Parrado的母親） - Fernándo Vázquez | 5    | 7    | 33   |
| 2    | 10月14日（周六） | 第一晚死亡： - Francisco "Panchito" Abal* - Felipe Maquirriain - Julio Martínez-Lamas* - Lt. Col. Dante Héctor Lagurara（副駕駛） 死亡： - Graziela Augusto Gumila de Mariani（婚禮嘉賓） | 10   | 7    | 28   |
| 9    | 10月21日（周六） | 死亡： - Susana Parradoo（Fernando Parrado的妹妹） | 11   | 7    | 27   |
| 12   | 10月24日（周二） | 發現屍體： - Gastón Costemalle* - Alejio Hounié* - Guido Magri* - Joaquín Ramírez - Ramón Martínez | 16   | 2    | 27   |
| 17   | 10月29日（周日） | 雪崩致死： - Sgt. Carlos Roque（飛機机械师） - Daniel Maspons* - Juan Carlos Menéndez - Liliana Navarro Petraglia de Methol（Javier Methol的妻子） - Gustavo "Coco" Nicolich*（獸醫學生） - Marcelo Pérez*（球隊隊長） - Enrique Platero*（農学生） - Diego Storm（醫學生） | 24   | 2    | 19   |
| 34   | 11月15日（周三） | 死亡： - Arturo Nogueira*（經濟學生） | 25   | 2    | 18   |
| 37   | 11月18日（周六） | 死亡： - Rafael Echavarren（农學生） | 26   | 2    | 17   |
| 60   | 12月11日（周一） | 死亡： - Numa Turcatti（法學生） | 27   | 2    | 16   |
| 61   | 12月12日（周二） | Parrado、Canessa和Vizintin出发求援 | 27   | 2    | 16   |
| 62   | 12月13日（周三） | 發現屍體： - Daniel Shaw | 28   | 1    | 16   |
| 63   | 12月14日（周四） | 發現屍體： - Carlos Valeta | 29   |      | 16   |
| 64   | 12月15日（周五） | Antonio Vizintin返回 | 29   |      | 16   |
| 69   | 12月20日（周三） | Parrado和Canessa遇见Sergio Catalán | 29   |      | 16   |
| 70   | 12月21日（周四） | Parrado和Canessa获救 | 29   |      | 16   |
| 71   | 12月22日（周五） | 6人獲救 | 29   |      | 16   |
| 72   | 12月23日（周六） | 8人獲救 | 29   |      | 16   |

## 幸存者
- Carlos Páez Rodríguez
- Roberto Canessa*（醫學生）
- Nando Parrado*
- José Pedro Algorta（經濟學生）
- Alfredo "Pancho" Delgado
- Daniel Fernández
- Roberto "Bobby" François
- Roy Harley*
- José "Coche" Luis Inciarte
- Álvaro Mangino
- Javier Methol
- Ramón Sabella
- Adolfo "Fito" Strauch
- Eduardo Strauch
- Antonio "Tintin" Vizintín*
- Gustavo Zerbino*

* 球队队员

## 外部連結
- . （原始内容存档于2007-12-18） （西班牙语）.
- Viven! El Accidente de Los Andes (Official website) （页面存档备份，存于）
- Interviews （页面存档备份，存于）
- Conferences （页面存档备份，存于）
- . Alpine Expeditions. （原始内容存档于2007-10-19）.
- . Alpine Expeditions. （原始内容存档于2007-01-02）.